# Slånlav
Slånlav (Evernia prunastri) är en 5–10 centimeter stor lav som gärna växer på buskar och trädstammar, bland annat på slån och ek. Slånlaven liknar gällav, båda är busklavar och har en gråaktig färg. Slånlav kan dock särskiljas från gällav genom att dess bål har ljus undersida (gällav har mörkare undersida). I Sverige är slånlaven en vanlig lav i landets södra delar, men i norr är den mer sällsynt, även om den förekommer upp till Lappland och Norrbotten. Slånlav har länge använts inom parfymindustrin (skördas främst i södra Europa). Den har även ansetts användbar som färgväxt, men har inte använts som detta i någon större omfattning.